# Sistema de información de Schengen
El sistema de información de Schengen o SIS. Es un sistema de información común que permite a las autoridades competentes de los Estados miembros y participantes del espacio Schengen disponer de información relativa a algunas categorías de personas y objetos.
Esta información es compartida entre los estados participantes, que son mayoritariamente signatarios del Acuerdo de Schengen (AS), como Alemania, Francia, Bélgica, Países Bajos y Luxemburgo. Después de su creación varios países se han unido al sistema; Grecia, Austria, Islandia, Suecia, Suiza, Finlandia, Dinamarca, Italia, Portugal, España y Noruega, que firmaron el AS. Cabe resaltar que Islandia, Suiza, Noruega y Liechtenstein no son miembros de la Unión Europea.
El sistema de información permite a las autoridades asignadas por las partes contratantes, gracias a un sistema informatizado, disponer de descripciones de personas y de objetos, con ocasión de controles en las fronteras, aduanas y controles de policía. La base de datos SIS está en Estrasburgo y a ella tienen acceso todos los estados parte. Cada parte contratante dispone de una oficina SIRENE (Supplementary Information Request at the National Entry) cuya finalidad es la preparación de expedientes para la introducción de datos en el SIS, intercambio de información adicional y servir de órgano de comunicación bilateral con las SIRENE de otros países.
El SIS sirve además para la búsqueda de personas, objetos, vehículos, armas, billetes y documentos. El sistema ofrece la posibilidad de intercambiar, por vía informática, la información importante. 
El SIS está compuesto por:
- el sistema de información central (C.SIS) situado en Estrasburgo
- sistemas de información nacionales (N.SIS) de las partes contratantes concertados con el C.SIS y que permite a los servicios de policía nacionales competentes consultar la información introducida en el C.SIS

## Características
El SIS almacena la información según la legislación local de cada Estado. Tiene más de diecisiete millones de entradas individuales, detallando para las personas registradas:
- Nombre y apellido, con los posibles alias registrados por separado:
- Señas personales;
- Primera letra del segundo apellido
- Fecha y lugar de nacimiento;
- Sexo;
- Nacionalidad;
- Si los involucrados están armados;
- Si los involucrados son violentos;
- Razón para el informe;
- Acción a tomar al encontrarse con el involucrado

Dado que el sistema actual ha quedado desactualizado tecnológicamente y que sus recursos son inadecuados para atender el aumento de los países participantes, se ha planeado una nueva versión, conocida como SIS II, que incluirá más categorías de datos y que estará a disposición de autoridades judiciales, Europol y servicios de seguridad.

## Controversia
Este tipo de sistemas de recolección de información controlados por los gobiernos generan temores sobre la invasión a la privacidad, sobre el respeto de los Derechos Humanos de las personas y sobre la aplicación efectiva del principio de igualdad y no discriminación. Diversas protestas han tomado al SIS como objetivo. Muchos temen que la segunda fase del SIS incluya huellas dactilares, fotos y perfiles de ADN, cuyo uso podría filtrarse a autoridades u organizaciones no autorizadas.